# جيمس غراهام (سياسي)
جيمس غراهام (بالإنجليزية: James Graham)‏ هو محامي وسياسي أمريكي، ولد في 7 يناير 1793 في مقاطعة لينكن في الولايات المتحدة، وتوفي في 25 سبتمبر 1851. حزبياً، نشط في حزب اليمين. وقد انتخب عضو مجلس نواب كارولينا الشمالية وانتخب عضو مجلس النواب الأمريكي.